# Joyce Trimmer
Joyce Trimmer (* 10. November 1927 in London; † 17. Mai 2008) war eine kanadische Politikerin.
Trimmer emigrierte 1954 mit ihrem Ehemann aus England nach Kanada und zog nach Toronto Islands. Sie arbeitete als Geschäftsfrau und Lehrerin am Victoria Park Collegiate Institute. In den 1970er Jahren begann sie sich politisch zu engagieren. 1974 wurde sie erstmals in Kommunalwahlen gewählt. Sie stellte sich 1988 den Bürgermeisterwahlen für Scarborough und gewann dieses Amt mit 4800 Stimmen Vorsprung vor dem zweitplatzierten Norm Kelly. Sie blieb bis 1994 Bürgermeisterin und war damit auch die erste Frau in Scarborough in diesem Amt. Danach zog sie sich aus der Politik zurück.